# Аверкишев, Адриан Евстифьев
Адриа́н Евсти́фьев Аве́ркишев (XVII век) — подьячий Русского государства. Подробности биографии неизвестны. 
Многократно упоминается в различных документах в качестве подьячего Поместного приказа: в 1626/27 годах его оклад составлял 3 рубля, в 1630/31 годах служил в Рязанском столе того же приказа с окладом 5 рублей, в 1631/1632 годах его оклад в том же приказе уже 10 рублей. 26 октября 1660 года упоминается в качестве первого подьячего Иноземского приказа с окладом 300 четей и 25 рублей.